# Ted Loden
Le colonel Edward Charles Loden (9 juillet 1940 - 7 septembre 2013) est un officier de l'armée britannique.
En 1967 il reçoit la Croix militaire en tant que capitaine pour ses actions lors de la Révolution du 14 octobre en juin 1967.
Loden, à l'époque major, était le commandant des troupes lors du Bloody Sunday le 30 janvier 1972. Il sera plus tard disculpé par la Bloody Sunday Inquiry (en).
Loden est abattu le 7 septembre 2013 par des voleurs armés à Nairobi, au Kenya, alors qu'il était en visite,.